# Supercoppa italiana 1995
Supercoppa italiana 1995 byl osmý ročník soutěže o trofej Supercoppa italiana, tedy o italský fotbalový Superpohár. Střetly se v něm týmy Juventus FC jakožto vítěz Serie A ze sezony 1994/95 a celek Parma AC, , který se ve stejné sezóně stal finalistou italského fotbalového poháru Coppa Italia 1994/1995 (ve finále podlehl 0:1 a 0:2 právě Juventusu).
Zápas se odehrál 17. ledna 1996 v italském městě Turín na Stadio delle Alpi. Zápas vyhrál a poprvé získal tuhle trofej klub Juventus FC.

## Detaily zápasu
| 17. leden 1996 20:30 |        |          |                                                                  |
| Juventus FC          | 1 – 0  | Parma AC | Stadio delle Alpi, Turín diváci: 5 289 rozhodčí: Piero Ceccarini |
| Vialli 33'           | Report |          | Stadio delle Alpi, Turín diváci: 5 289 rozhodčí: Piero Ceccarini |

| Juventus FC | Parma AC |

| G              | 1  | Angelo Peruzzi        | 39' |     |
| D              | 2  | Ciro Ferrara          |     |     |
| D              | 20 | Pietro Vierchowod     |     |     |
| D              | 15 | Alessio Tacchinardi   |     |     |
| D              | 3  | Moreno Torricelli     |     |     |
| C              | 8  | Antonio Conte         |     |     |
| C              | 6  | Paulo Sousa           |     | 83' |
| C              | 14 | Didier Deschamps      |     |     |
| A              | 11 | Fabrizio Ravanelli    |     |     |
| A              | 9  | Gianluca Vialli       |     | 78' |
| A              | 10 | Alessandro Del Piero  |     | 40' |
| Náhradníci:    |    |                       |     |     |
| G              | 12 | Michelangelo Rampulla |     | 40' |
| D              | 4  | Massimo Carrera       |     | 83' |
| C              | 7  | Angelo Di Livio       |     | 78' |
| Trenér:        |    |                       |     |     |
| Marcello Lippi |    |                       |     |     |

| G           | 1  | Luca Bucci        |  |     |
| D           | 14 | Roberto Mussi     |  | 77' |
| D           | 6  | Fernando Couto    |  |     |
| D           | 7  | Néstor Sensini    |  |     |
| D           | 17 | Fabio Cannavaro   |  |     |
| D           | 3  | Alberto Di Chiara |  | 46' |
| C           | 23 | Massimo Brambilla |  |     |
| C           | 24 | Dino Baggio       |  |     |
| C           | 9  | Massimo Crippa    |  | 83' |
| A           | 10 | Gianfranco Zola   |  |     |
| A           | 8  | Christo Stoičkov  |  |     |
| Náhradníci: |    |                   |  |     |
| D           | 2  | Antonio Benarrivo |  | 83' |
| A           | 18 | Faustino Asprilla |  | 77' |
| A           | 20 | Alessandro Melli  |  | 46' |
| Trenér:     |    |                   |  |     |
| Nevio Scala |    |                   |  |     |